# Palazzo Trevisan-Mion
Palazzo Trevisan-Mion è un palazzo storico di Padova, sito in via degli Zabarella 82, attuale sede del Centro Universitario.
È riconoscibile per lo stile architettonico e per l'angolo che sporge sulla via su cui si affaccia già dalla sua costruzione alla fine del XIV secolo circa.

## Storia
Durante il XV secolo Padova attraversa una fase molto complessa sia storicamente sia culturalmente. Dopo il dominio dei Carraresi infatti avviene la definitiva conquista da parte della Repubblica di Venezia e l'arrivo della peste che sconvolge il panorama nazionale e internazionale. In quegli anni nasce l'Università degli studi di Padova, nel 1222 in seguito a un significativo spostamento di studenti e professori provenienti da Bologna. oltre ai suoi sviluppi giuridici e artistici, grazie il supporto di Francesco II da Carrara, tra i secoli XV e XVIII ci saranno grandi progressi in particolare nelle discipline medico-scientifiche, astronomiche e filosofiche in quanto il clima culturale è di grande apertura garantito e supportato dalla Serenissima, da cui l'Ateneo dipende.
In tale periodo di grandi cambiamenti per la città di Padova la Chiesa locale si propose di aiutare a crescere una spiritualità allora debole e sempre più isolata. Viene così eretto il monastero di San Bernardino per opera di alcune monache francescane, così questo lembo di terra periferica viene unito al nucleo più antico di Padova. In quest'area soprannominata contà di San Bernardino, nome derivante dal monastero, verrà costruito il Palazzo Trevisan, già documentato dal 1488. I primi proprietari erano di una delle nobili famiglie nel patavino ed erano ricchi possedenti di fabbriche rurali, molti campi sparsi nel Veneto e di poste di mulini sin dal XIV secolo, il primo residente fu Benedetto. La configurazione planimetrica del Palazzo sono probabilmente le modifiche volute e attuate con Nicolò incominciate nel XVII secolo, creando diversi problemi in particolare con i confini murari con il monastero portando a delle controversie legali. Attraverso i susseguirsi dei secoli e dei vari eredi l'edificio è stato sempre considerato dalla famiglia Trevisan come luogo "domenicale" e il mantenimento dell'interezza della struttura; le successioni e i passaggi sono più forti durante la prima metà del XIX secolo durante l'occupazione austriaca in cui saranno demoliti la chiesa e il monastero di San Bernardino, costruzioni vicine all'immobile.
Nel 1855 termina la residenza plurisecolare dell'antica famiglia dei Trevisan in quanto il palazzo venne venduto dall'aumentare dei debiti dei suoi storici proprietari e con la via intitolata "degli Zabarella" il 15 marzo 1914 viene venduto e ceduto ai coniugi Mion, Romeo e Giuseppina Brogato nativi di Fiesso d'Artico e dall'inizio del XX secolo le varie aree dell'immobile sono suddivise in zona padronale, uffici, garage e il giardino. Nel marzo 1935 il palazzo viene ereditato dal fratello Alceste, fratello del vedovo Mion, che è dottore in chimica presso l'Università degli Studi di Padova. Durante gli anni della seconda guerra mondiale (1939-1945) anche Padova come città e la sua secolare Università furono teatro delle lotte partigiane e successivamente durante la ricostruzione venne integrata in un progetto di ricostruzione e di trasformazione. In questi anni di ripresa economica e florido rinnovamento sul piano sia sociale sia urbano di Padova mentre il Palazzo Trevisan Mion presenta problemi legati ai confini di proprietà, conclusi sempre per vie legali.
Alla morte di Alceste Mion nel 1956 le succede la moglie Luisa Bisotti che prende così il controllo dell'immobile che lo abiterà fino al dicembre del 1965, anno della sua morte. Non avendo avuto figli, la donna decide volontariamente di lasciare tutto il suo patrimonio in beneficenza, con l'intento di far rivivificare nella città di Padova la carità cristiana caratterizzante del periodo che aveva fatto sorgere il monastero di san Bernardino e il palazzo stesso. Destinò diversi milioni a due istituti penitenziari e all'Università degli studi di Padova attraverso l'istituzione di numerosi premi per le borse di studio, premi tuttora presenti. In onore del marito la donna fece un'altra donazione; infatti da un estratto delle sue ultime volontà si può leggere: "[...] lascio il Palazzo in Padova, via degli Zabarella n. 26, all'Istituto Configliachi per i ciechi di Padova", eccezione fatta per il mobilio e l'arredamento lasciato ai congiunti.

Immagini dall'Archivio storico di Padova
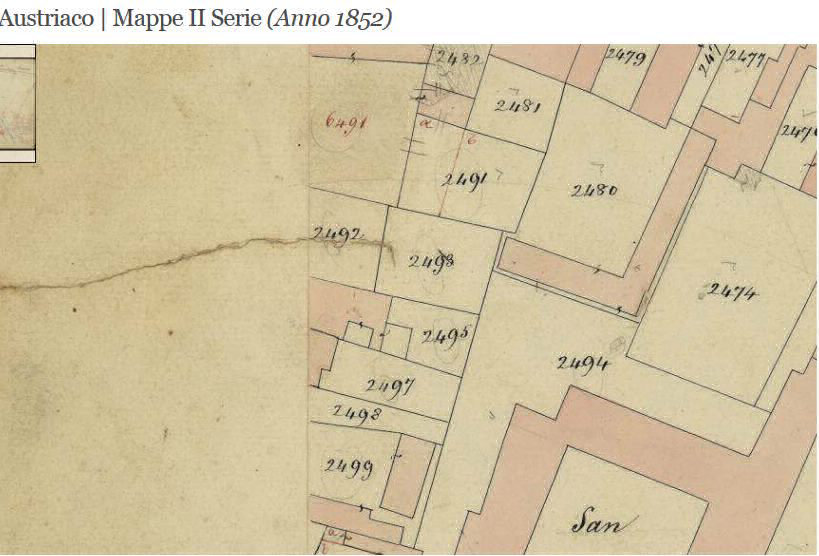
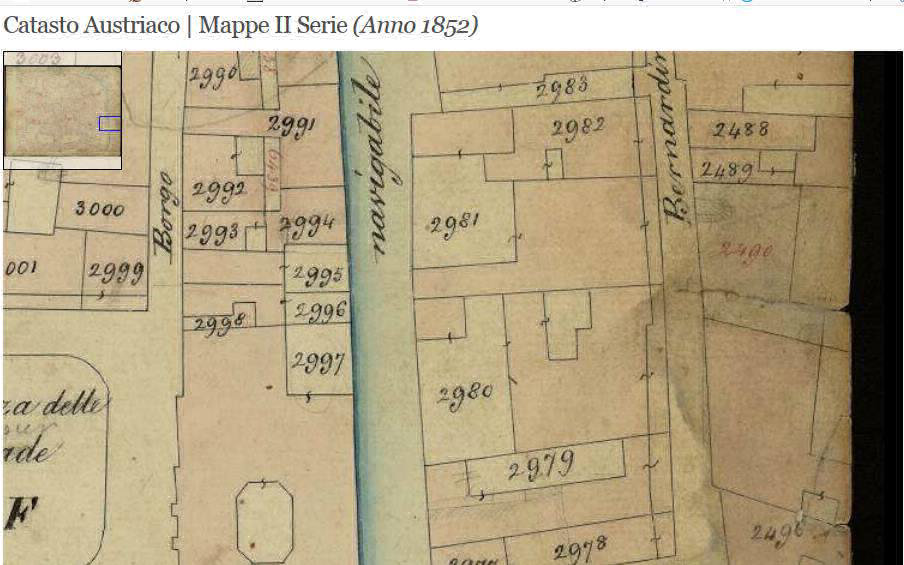
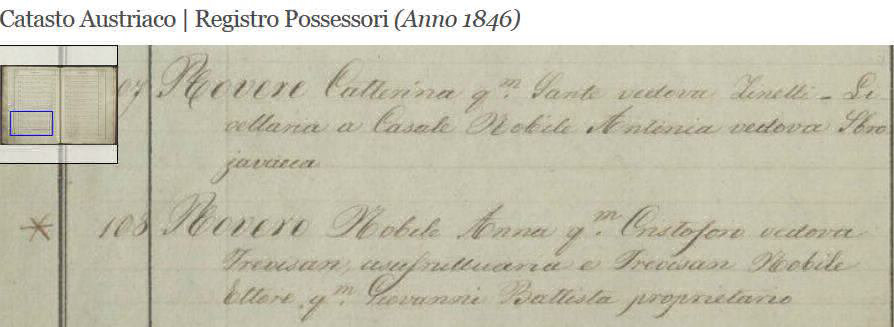
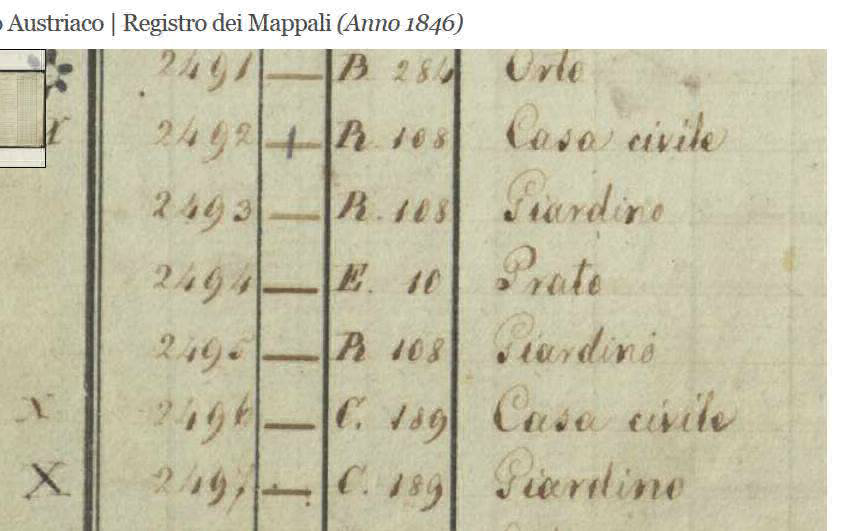
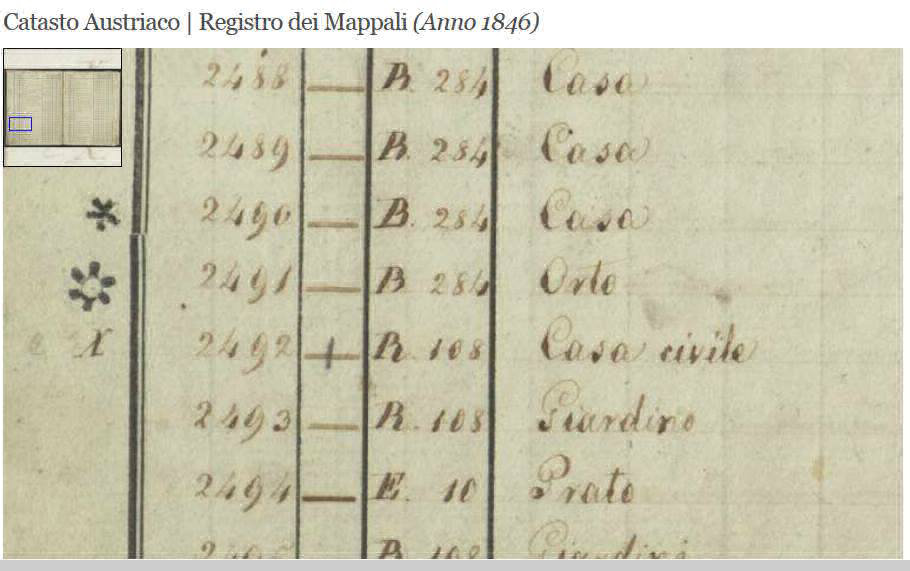
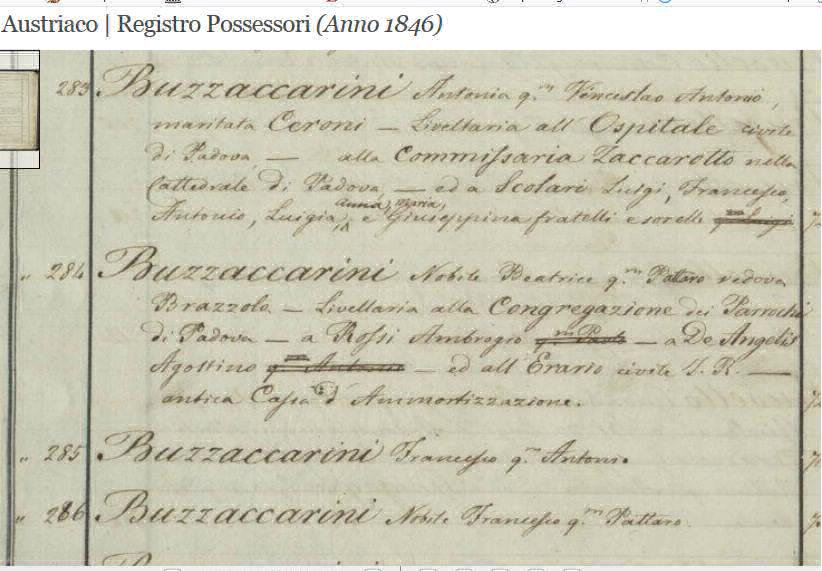
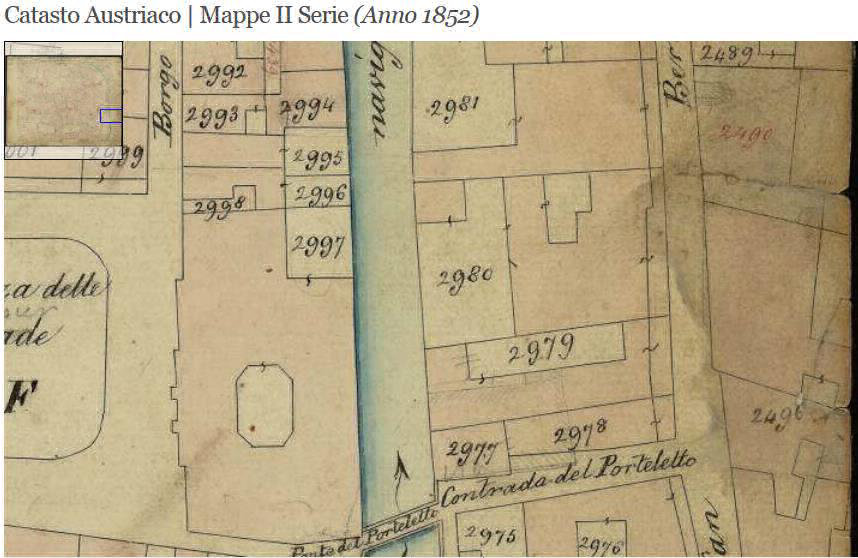

## Architettura
L'architettura dell'immobile richiama molto gli edifici presenti nelle varie città venete del XV secolo. Il palazzo si collocava all'inizio fuori dalle mura Carraresi e poi successivamente rientra nell'area urbana all'interno delle mura della Serenissima. La collocazione è poco fuori dalla cerchia difensiva era dovuta al fatto che la formazione di queste parti nuove delle città avveniva spesso in sezioni del territorio che sorgevano in corrispondenza degli assi stradali d'accesso, definiti "borghi", o in zone vicino a corsi d'acqua o a emergenze architettoniche.
Il portico del palazzo rispecchia lo stile architettonico e di costruzioni civili già presenti a Padova che sono Palazzo degli Specchi del Lombardo, nell'attuale via Vescovado, e il Palazzo da Genova, ora in via Rogati.
Secondo gli studi del prof. Lionello Puppi i progetti e la realizzazione del palazzo andrebbero attribuiti al giovane architetto Bartolomeo Ammannati che fu attivo a Padova alla fine del XVI secolo, nel cui territorio altri edifici, anche Patavini, presentano delle analogie con il Palazzo Trevisan Mion. Poco dopo la sua costruzione già intorno al 1500 vennero fatti importanti rifacimenti. Nel corso dei secoli l'esterno è stato lasciato pressoché identico a come era appena costruito mentre l'interno ha subito delle leggere modifiche nel tardo 1800 dai Mion, ultima famiglia che ha abitato il palazzo, mentre le più recenti sono state effettuate quando l'immobile storico era già sede del Centro Universitario Padovano nel 1973 e fra il 2003 e il 2005 con piccole migliorie che seguivano le esigenze di quegli anni.
L'edificio essendo della fine del XV secolo sembra riprendere la matrice tripla, mai modificata negli anni successivi, del periodo suddivisa in blocchi così distinti: un blocco principale che si affaccia sulla via principale a cui si aggiungono un ambiente a destra e gli altri più piccoli verso l'interno. A lungo l'edificio è stato quasi interamente adibito ad abitazione privata con una piccola sezione riservata alla servitù e per i servizi invece in questi ultimi anni l'edificio viene sfruttato per le attività legate al mondo cattolico universitario, per uso residenziale per sacerdoti e studenti mentre alcune zone sono diventate magazzini, depositi e uffici. Il secondo piano non è sfruttato in quanto è in pessimo stato di conversazione.
Nel biennio 2003-2005 viene introdotto il riscaldamento centralizzato; nello stesso periodo a causa di gravi problemi della facciata e delle strutture interne vengono svolti dei lavori per il mantenimento dell'immobile e vengono create delle nuove destinazioni d'uso e con la novità nell'edificio della presenza mai fatta prima per i giovani laureali legati alla ricerca e ai borsisti legati all'Università degli Studi di Padova.

### Piano interrato
Fra i vari ambienti presenti solo il luogo che ospita la centrale termica è in cemento mentre gli altri sono in terra. Tale pavimentazione è un'introduzione recente in quanto sotto la direzione di don Roberto Ravazzolo, attuale responsabile dell'immobile, e con l'aiuto di don Marco Barcaro, fra il 2003 e il 2005, è stato introdotto il riscaldamento generale che permette di avere gli ambienti scaldati durante le stagioni fredde. Per accederci è necessario usare una scala esterna mentre gli altri ambienti presenti sono stati ritenuti poco salubri perciò non vengono utilizzati in alcun modo.

### Piano terra
Entrando nell'edificio di fronte a sé si nota il giardino interno; l'androne dell'edificio è ampio e lastricato con trachite a cui si affacciano alcuni ambienti: il primo che si incontra sulla destra è la libreria Zabarella successivamente la scala monumentale che conduce ai piani superiori e infine la biblioteca del Centro Universitario invece sulla sinistra un'altra sala adibita a diverse funzioni. Adiacenti al giardino, dove un tempo avevano sede scuderie, sono presenti altri vani destinati d'uso di deposito, magazzini e garage. Dal giardino si accede, tramite una scala, inizialmente alla cappella realizzata nel 1973 e ora diventata cripta.

### Giardino interno
L’attuale ambiente presenta del porfido come pavimentazione di recente invece nella parte terminale del giardino padronale si nota la presenza di alcuni alberi che sono ad alto fusto.  La sua manutenzione è stata affidata a degli esperti che se ne occupano a tenerlo rigoglioso e in buono stato. 

### Piano ammezzato
Quest'area si colloca nella parte destra del corpo principale e al corpo di fabbrica che è perpendicolare al primo. Questa parte veniva sfruttata come fienile e granaio, quindi una sorta di deposito ed essendo di altezza limitata (circa 1,70 m) è inagibile e, pertanto, inutilizzabile.

### Piano primo
Con la scala interna rivestita interamente dal marmo rosa, con gli stucchi e dalla balaustra in bronzo lavorato, nell'androne Palazzo si trova a destra, si raggiunge il così detto "Piano nobile". In questo piano tutte le sale presenti sono comunicanti fra loro e alcune si affacciano sulla scala monumentale rosa. I pavimenti presenti sono in terrazzo alla veneziana e in legno di rovere e le pareti sono ornate da riquadri in marmorino e stucchi mentre alcuni infissi presenti sono in noce. Ora la destinazione degli spazi è stata compiuta in questa maniera: il salone principale viene usato principalmente per congressi, mentre le sale intorno come aule studio per gli studenti, mentre nel corpo minore sono presenti una serie di camere con dei servizi e una cucina che sono destinate ai sacerdoti e alcuni dottorandi che sono ospitati nella struttura, quest'ultimi con dei particolari criteri. 

### Piano secondo
Questo piano, a differenza del primo piano, ospitava un tempo la servitù. Le condizioni generali avrebbero bisogno di un restauro in quanto alcuni elementi strutturali e il manto di copertura sono state degradati per le molteplici infiltrazioni di acqua piovana. La struttura è composta da una serie di vani con due locali servizi attorno a un ampio lucernario posto al centro. Per accedere a questo spazio si usa una scala posta nel corpo laterale addossata al corpo principale; questo ambiente che si sviluppa su tre piani è molto essenziale e semplice infatti prevede un vano scala da terra a cielo con ai lati due stanze. La scala di 'servizio' era sfruttata per servire l'intero palazzo, ma anche a tenere separati i due piani.

## Centro Universitario
Nello statuto si legge che è una Fondazione di Religione con sede in Via Zabarella 26 denominata Centro Universitario Padovano in Padova. Il Centro Universitario Padovano nasce come organizzazione non a scopo di lucro all'interno degli spazi del Palazzo Trevisan-Mion nel 1969. 
La funzione di tale struttura quindi è quella di "garantire e promuovere l'animazione umana e cristiana di quanti frequentano e operano presso l'Università di Padova". Gli ambienti non si esauriscono fra le aule studio, altre piccole sale, il giardino interno infatti una parte dedicata dell'edificio è riservata come abitazione ad alcuni dottorandi, scelti tramite dei criteri ben precisi.
Secondo il testamento di Luisa Bisotti in Mion, l'Istituto Configliacchi avrebbe avuto di diritto di ereditare il Palazzo Trevisan Mion. Quest'ultimo fu invece messo in vendita all'asta probabilmente per contribuire alle opere di assistenza dei ciechi. Il fatto che questo palazzo antico presente nel centro di Padova non lasciò indifferenti gli ambienti culturali che cercarono di impedire che l'ambiente secolare perdesse il suo fascino trasformandosi per il nuovo indirizzo d'utilizzo.
In quel periodo la Soprintendenza ai monumenti di Venezia si appellò agli articoli della legge in materia di alienazione di immobili vincolati che potevano essere successivamente alienati solo e dopo la preventiva autorizzazione del Consiglio Superiore delle Antichità e dei Beni Culturali che ricordava inoltre che l'edificio non poteva subire nessuna modifica né esterna né interna senza la preventiva autorizzazione da Venezia. Nello stesso momento la Chiesa di Padova era in fermento per dei nuovi progetti dedicati alla pastorale universitaria e nel 1967-1968 infatti era alla ricerca di un immobile con una dislocazione centrale rispetto ai diversi poli universitari presenti nella città per permettere agli studenti di diverse facoltà di avere un luogo d'incontro così da poter condividere dei momenti di dialogo e di confronto.
Successivamente dopo l'insuccesso di un'asta e delle trattative private l'Istituto Configliacchi fece accettare alla Curia Vescovile Padovana il Palazzo Trevisan Mion nel 1969 così costituendosi l'odierno e conosciuto Centro Universitario ma solo dopo sei anni il 12 luglio 1974 finite le trattative burocratiche e il riconoscimento del Consiglio di Stato veniva denominato il "Centro Universitario Padovano" con la firma del vescovo di quegli anni, il Mons. Magarotto.
Il Palazzo Trevisan Mion cambia quindi destinazione d'uso. Da "casa per pochi" esso diventa "casa dell'accoglienza universitaria", punto di riferimento per molti; nasce così il Centro Universitario che prende spunto dal decreto conciliare Gavissimum educationis del Concilio Vaticano II che interpella le università alla formazione di centri dove i religiosi e i laici possano dare assistenza spirituale e intellettuale ai giovani presenti nel territorio.
All'inizio il centro fu affidato alla direzione di don Cristiano Bortoli al quale saranno affiancati altri sacerdoti come don Albino Bizzotto e poi don Giovanni Brusegan. Essendo con una nuova destinazione il palazzo, fra i vari rinnovamenti, nel 1973 viene costruita una cappella al piano terra dove un tempo c'erano gli ambienti legati all'amministrazione dei proprietari Mion; il piano nobile, il primo piano, con la sala principale e le sale adiacenti vengono utilizzati come sala dibattiti e aule studio per gli studenti universitari. Attualmente la cappella al piano terra è diventata una cripta, invece le aule studio e la sala dibattiti sono ancora presenti e adibiti a queste specificità; sotto la direzione di don Roberto Ravazzolo, attuale responsabile dell'immobile, e con l'aiuto di don Marco Barcaro fra il 2003 e il 2005 è stato restaurato ed è stato introdotto il riscaldamento generale.
Il Centro Universitario così è diventato una struttura sia fisica sia spirituale e culturale come "casa per il dialogo" offrendo alla società e al mondo teologico delle esperienze spirituali dando opportunità di incontrare presso le sue sale importanti ospiti come David Maria Turoldo, Enzo Bianchi, Gianfranco Ravasi, Bernard Häring, Dacia Maraini, Paolo Ricca, Erri del Luca, Vito Mancuso, Massimo Cacciari, solo per citarne alcuni. In questo modo il Centro svolge la funzione caritativa che la stessa vedova Mion esprimeva nelle sue ultime volontà descritte nel testamento, anche al di fuori del mondo universitario.